# دوغلاس أوليفيرا
دوغلاس أوليفيرا هو لاعب كرة قدم برازيلي في مركز الهجوم، ولد في 16 يناير 1995 في البرازيل. لعب مع نادي كوريتيبا.

## وصلات خارجية
- دوغلاس أوليفيرا على موقع رابطة كرة القدم اليابانية للمحترفين (اليابانية)
- دوغلاس أوليفيرا على موقع Soccerway.com (الإنجليزية)
- دوغلاس أوليفيرا على موقع عالم كرة القدم.نت (الإنجليزية)